# Zakłaczenie

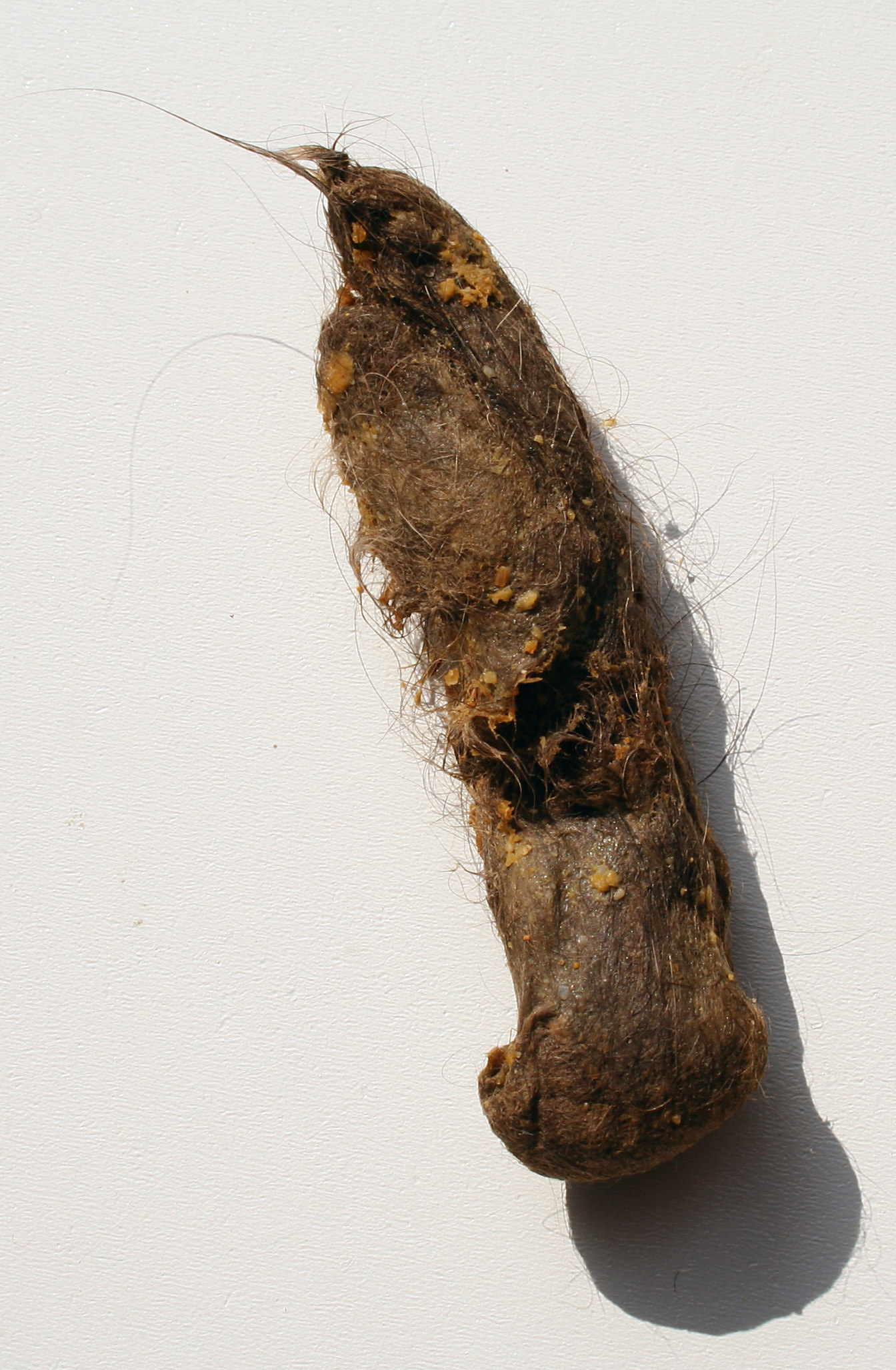
Pilobezoar Maine Coona – długość 10 cm

Zakłaczenie to tworzenie się w przewodzie pokarmowym kota domowego kulek sierści – pilobezoarów. Szczególnie narażone są osobniki długowłose.

## Przyczyna występowania
Koty nie używają tak jak inne zwierzęta jakichkolwiek zbiorników wodnych do mycia się. Czyszczą swoje futro kilkakrotnie w ciągu dnia, liżąc sierść. Język kota jest szorstki, przez co skutecznie usuwa brud z futra i siwe, obumarłe włosy. Jako, iż kot nie jest w stanie wypluć sierści, część takich włosów przedostaje się do układu pokarmowego.

## Naturalne wydalanie
Zazwyczaj kot radzi sobie z wydalaniem sierści z organizmu – wydalana jest ona z kałem lub poprzez zwracanie (wymioty) złogów. Zwracane zbitki włosów przypominają kilkucentymetrowe wałeczki filcu i często nazywane są wypluwkami.

## Zaleganie
Zaleganie zbitków sierści w układzie pokarmowym może prowadzić do zakłaczenia, które może być bardzo niebezpieczne dla zdrowia kota. Pilobezoary mogą podrażnić błony śluzowe żołądka, a to z kolei prowadzić może do ich stanu zapalnego lub nieżytu żołądka. 
Objawy, jakie mogą wystąpić to:
- ataki dławienia,
- suchy kaszel,
- utrata apetytu,
- apatia,
- wymioty,
- tracenie masy ciała,
- zaparcia.

## Zapobieganie
Najskuteczniejszą metodą zapobiegania zakłaczeniu jest częste i skrupulatne wyczesywanie sierści kota. Jeśli to okaże się niewystarczające dostępne są specjalne pasty oraz suche karmy wspomagające rozpuszczanie i wydalanie pilobezoarów.